# Robert Jean Antoine de Franquetot de Coigny
Pour les autres membres de la famille, voir Famille de Franquetot.
Robert Jean Antoine de Franquetot de Coigny (1652 – 10 août 1704) est un officier français sous l'Ancien Régime.

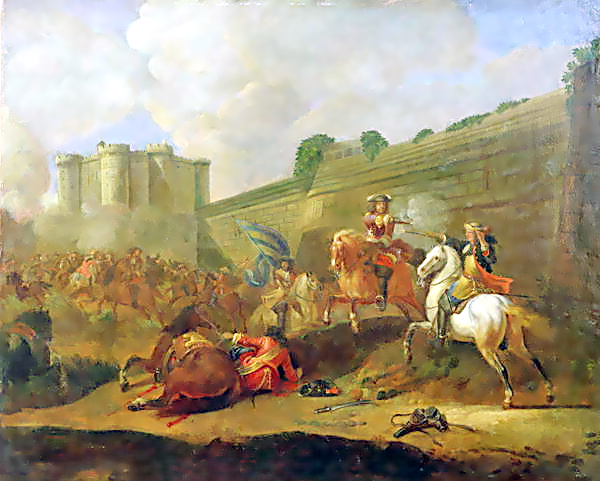
L'affaire du Faubourg Saint-Antoine, sous les murs de la Bastille, durant la Fronde vit la mort du père de Robert de Coigny.

## Biographie
Il est le fils de Jean Antoine de Franquetot, comte de Franquetot, mort le 2 juillet 1652 à la Bataille du faubourg Saint-Antoine durant la Fronde,.
Son domaine de Coigny fut élevé au rang de comté par Louis XIV en remerciement des services rendus par son père. Le Comte de Coigny entra chez les Mousquetaires en 1667. Il fut nommé gouverneur de Caen en 1680 et Lieutenant-général dans les armées de Louis XIV en  1693, accédant au titre de colonel-général de la cavalerie en 1694.
En 1701, de Coigny participe à la Guerre de succession d'Espagne dans les Pays-Bas espagnols, sous les ordres du maréchal de Boufflers.
Il mourut à Kœnigsmacker en Alsace, en août 1704,.
Il fut enterré dans le caveau de la chapelle des Hommes de l'église Saint-Pierre-et-Saint-Paul de Coigny.
Robert Jean Antoine épousa Marie-Françoise de Matignon ( 3 août 1648 – 11 octobre 1719) le 5 octobre 1668. De leur union naquit trois enfants : François, Henri et Madeleine. Son fils François de Franquetot de Coigny (1670–1759) lui succéda au titre de comte de Coigny avant de devenir Maréchal de France.

## Sources et bibliographie
- Lieutenant général de Vault, Mémoires militaires relatifs à la guerre d'Espagne sous Louis XIV, vol. 1, Imprimerie Royale (Paris), 1835, 910 p. (lire en ligne).

- (en) Cet article est partiellement ou en totalité issu de l’article de Wikipédia en anglais intitulé « Robert Jean Antoine de Franquetot de Coigny » (voir la liste des auteurs).